# Piale
Piale (U Piali in dialetto reggino) è una frazione del comune di Villa San Giovanni. L'abitato si trova in una posizione panoramica sullo Stretto e si allunga verso sud su due costoni del torrente Campanella, sulle colline che sovrastano Cannitello, di fronte a Campo Calabro ed ai piani di Matiniti. A Piale hanno sede la parrocchia di Santa Croce, si festeggiano Gesù e Maria.

## Toponomastica e storia
Il nome Piale avrebbe le sue radici dal greco επί αλι (epì ali), che significa "sopra il mare", difatti il borgo è una vera terrazza sul mare, che mira l'incantevole vista sullo Stretto e sulla Sicilia fino a Capo Peloro con il lago di Ganzirri. In epoca romana il luogo veniva chiamato "Pialis".

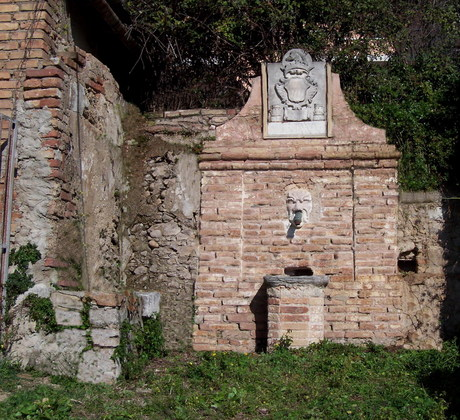
Antica fontana di Piale

Nel 1810 Gioacchino Murat, re di Napoli e cognato di Napoleone Bonaparte, per quattro mesi governò il regno dalle alture di Piale. Egli, muovendosi da Napoli per la conquista della Sicilia ancora in mano ai Borboni e protetta dalla Marina inglese, giunse a Scilla il 3 giugno 1810 e vi restò sino al 5 luglio, quando fu completato il grande accampamento di Piale. Il 26 settembre dello stesso anno, constatando impresa difficile la conquista della Sicilia, Murat dismise l'accampamento di Piale, levando le tende e ripartendo per la capitale.
Il 23 agosto 1860 si svolse nei pressi di Piale una battaglia fra le truppe garibaldine e i borbonici comandati dai generali Melendez e Briganti.
Il 9 agosto 1991 trovò la morte presso Piale, sulla Strada Provinciale che collega Villa San Giovanni con Campo Calabro, il giudice Antonino Scopelliti, noto per il suo lavoro contro Cosa Nostra, mentre si trovava in vacanza nel suo paese natale.

## La parrocchia di Santa Croce

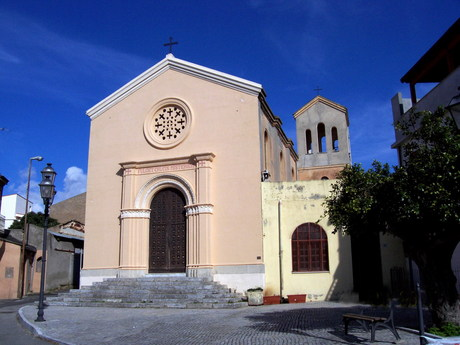
La chiesa di Santa Croce

Il 21 aprile 1768 il vescovo mons. Capobianco trovò a Piale una chiesetta rurale dedicata a Gesù e Maria. Gli abitanti si tassavano formando un elenco di censi per il sostentamento di un cappellano e le spese di culto. L'arcivescovo nominò subito cappellano don Vincenzo Messina, alle dipendenze del parroco di Cannitello. Dopo il terremoto del 1783 gli abitanti ricostruirono la chiesa più ampia e più bella e nel 1799 il parroco di Cannitello chiese alla curia di assegnare a Piale un economo curato. Le varie vicende politiche, che videro nei decenni successivi combattersi sulle colline di Piale napoleonici e inglesi alleati dei borboni, con la presenza di Gioacchino Murat in persona per ben quattro mesi nel 1810, non facilitarono la creazione della parrocchia, cosa che avvenne con decreto di mons. Tommasini del 19 febbraio 1820, organizzando il territorio come staccato da Campo Calabro e parte di Cannitello. Alla nuova parrocchia fu dato il titolo di Santa Croce, mantenuto sino ad oggi. Gli abitanti allora erano circa 500.